# George Tenet
George John Tenet (New York (New York), 5 januari 1953) is een Amerikaans ambtenaar die directeur van de Central Intelligence Agency (CIA) was van 1997 tot 2004. Hij was al waarnemend CIA directeur in zijn capaciteit als adjunct directeur na het aftreden van directeur John Deutch.
Tenet is een zoon van Griekse immigranten uit Griekenland en Albanië, en groeide op in Queens, een stadsdeel van New York. Zijn ouders hadden een Griekse supermarkt, waar hijzelf ook werkte. Tenet studeerde aan de Universiteit van Georgetown en behaalde een master aan de School of International Affairs van de Columbia-universiteit. 
Hoewel de directeur van de CIA normaal gesproken vervangen wordt als een nieuwe president geïnstalleerd wordt, bleef Tenet toen George W. Bush president werd. 
Tenet kondigde op 2 juni 2004 zijn vertrek per 11 juli 2004 aan wegens “persoonlijke omstandigheden”. 
In de media werd gespeculeerd dat door de regering Bush op zijn vertrek zou zijn aangedrongen. 
De CIA had enige blunders gemaakt. Zo had de organisatie de aanslagen van 11 september 2001 niet zien aankomen en ook de vermeende massavernietigingswapens in Irak zijn niet aangetroffen.
Tenet is getrouwd en heeft een zoon.